# Lajas Blancas
Lajas Blancas è un comune (corregimiento) della Repubblica di Panama situato nel distretto di Cémaco, comarca di Ngäbe-Buglé. Si estende su una superficie di 1548 km² e conta una popolazione di 3.735 abitanti (censimento 2010).